# ダンファームリン
ダンフェームリン （Dunfermline、[dʌnˈfɜːrmlɪn] ( 音声ファイル); スコットランド語: Dunfaurlin, スコットランド・ゲール語: Dùn Phàrlain）は、イギリスのスコットランド、ファイフにある都市。「シティ」の称号を持つ。スコットランド東岸にあるフォース湾から約5 km、スコットランドの首都エディンバラからは湾を隔てて北西へ約26 kmに位置する。
ダンフェームリンは、かつてスコットランド王国の首都であった時期があり、スコットランド王ロバート1世は当地のダンフェームリン修道院に埋葬された。町は、絵のように美しいピトゥンクリフ公園が南北を縦断する。
ダンフェームリンは、ロサイスにほど近い。ロサイスは、かつて海軍基地・軍港があり、造船所がある港町として名高い。ダンフェームリン周辺の主産業は、技術開発、電気産業、国防産業と繊維産業である。これら工業は、近年、減少しつつあり、町の雇用はサービス産業へ多様化している。サービス産業における主な企業には、金融業のハリファックス・バンク・オブ・スコットランド、ブリティッシュ・スカイ・ブロードキャスティング、FMCテクノロジーズなどがある。

## 歴史

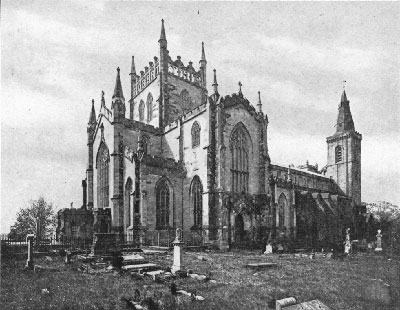
1919年頃のダンファームリン修道院

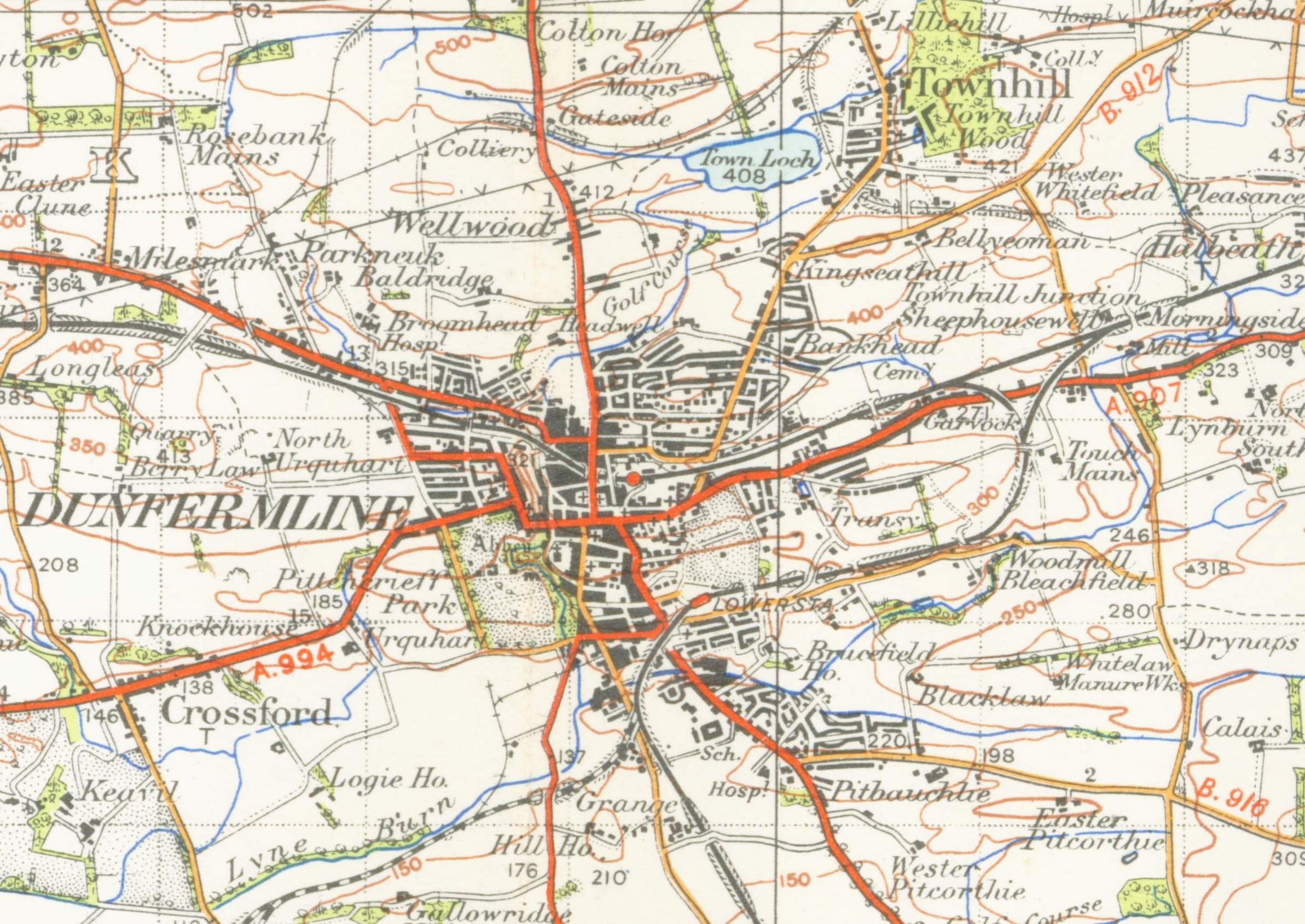
1945年の地図

ダンフェームリンの歴史は古く、アイルランド発祥の修道会カルディーはここに修道院を建てた。ダンフェームリンの名は、「清流の曲がった場所にあるとりで」を意味するゲール語"Dùn Fearam Linn"に由来する。
町の名誉と繁栄を増大させた契機は、1070年にスコットランド王マルカム3世と王妃マーガレットが、この地での挙式したことにある。王は、三方を谷間に囲まれた小高い丘の上に立つ塔のある城で暮らした。この城の断片は、後の宮殿の西にある、ピトゥンクリフ公園に残る。
1075年、マーガレット王妃の影響を受け、ベネディクト会派の小修道院ができ、王妃の息子デイヴィッド1世によって修道院の位に上げられた。1322年、スコットランド王ロバート1世は、町に勅書状を与えた。
18世紀、ダンフェームリンは「凋落の完全性」を見せることにおいて、作家のダニエル・デフォーに感銘を与えた。しかし、基幹産業をテーブル・リネン産業とすることで、繁栄を取り戻した。有名なフリー・ガーデナーズ協会（友愛協会。フリーメイソンに吸収される）のダンフェームリン・ロッジは、マリ伯とトゥイーデール侯の援助のもと、1715年に設立された。ダマスク織りの織物業は1718年に、エディンバラ近郊の工房で工程の秘密を学んだジェームズ・ブレイクによって紹介された。彼は精神障害者のふりをして工房に入り込んで会得したという。この日以降、リネン貿易はトントン拍子に進行し、製造者によって生み出された美しいデザインが成功のきっかけとなった。
テーブル・リネン産業のほか、染色業、漂白、真鍮製品の製造、アイロンかけ、皮なめし、機械業、ビール醸造業、蒸留、紡績、ロープ作りとセッケン、蝋燭作りなどの諸産業も、町を富ますのに貢献した。
町には、いくつかの公共の建物が置かれる。教会には、ラルフ・アースキンによって設立されたフリー・チャーチ系教会であるニュー・アベイや、スコットランド長老派教会のギレスピ教会などがある。

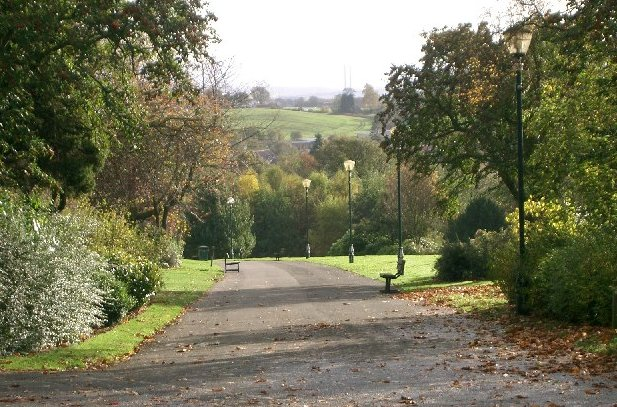
ピトゥンクリフ公園

また、町役場はスコットランド・バロックとフランス風ゴシック様式の混ざり合った建物で、スコットランド歴代君主や18世紀の詩人ロバート・バーンズの胸像、ノエル・ペイトンによる絵画『信仰の精神』などが所蔵される。そのほか当地にある公的建物には、郡庁舎、後期テューダー様式のセント・マーガレッツ・ミュージック・アンド・カーネギー・ホール、カーネギー公衆浴場、高校（1560年創立）、科学・芸術学校、2件の病院などがある。

## 東郊への拡大
ダンフェームリンは、エディンバラにおける地価と住宅価格の高騰の影響を受けて、大きく成長しつつある。町は、東郊のマスタートン（Masterton）、ドュローチ・パーク（Duloch Park）、カーネギー・フィールズ（Carnegie Fields）といった地域へ拡大しつつある。この地域では、雇用が増大して住宅建設が増え、新たな図書館やコミュニティー・ホールの建設、新設校の創立（ドュローチ校とマスタートン校）、商店や商業レジャー・パークの開設、森林とオープンスペースを持つ公園の設置などが続いている。
商業レジャー・パークは、ファイフ・レジャー・パークといい、東郊拡大地域の最も北方にある。ここには、シネマ・コンプレックスやボウリング場、ジムなどがある。また、このレジャー・パークに連結して、多くのファストフード店と1件のホテルがある。

## 教育
- ローダー・カレッジ

## 姉妹都市
- ログローニョ（スペイン）
- サラソータ（アメリカ合衆国フロリダ州）
- トロンハイム（ノルウェー）
- ヴィルヘルムスハーフェン（ドイツ）

## 出身人物
- アンドリュー・カーネギー
- イアン・バンクス - 作家
- ウィリアム・アダムソン - 政治家
- ジェームズ1世
- チャールズ1世
- ケネス・クラナム - 俳優
- モイラ・シアラー - 女優
- イアン・アンダーソン - イギリスのバンドジェスロ・タルのメンバー

## スポーツ
- ダンファームリン・アスレティック - ダンファームリンに本拠地を置くサッカークラブチーム。